# Anker Sørensen
Anker Harry Sørensen (3. maj 1926 i København - 19. august 2010) var en dansk filminstruktør, manuskriptforfatter og filmklipper.

## Filmografi i udvalg som instruktør
- Komtessen (1961)
- Den grønne elevator (1961)
- Høreskadet (1962)
- Don Olsen kommer til byen (1964)

## Eksterne links
- Anker Sørensen på gravsted.dk
- Anker Sørensen på Internet Movie Database (engelsk)
- Anker Sørensen på Filmdatabasen
- Anker Sørensen på Filmdatabasen
- Anker Sørensen på danskefilm.dk
- Anker Sørensen på danskfilmogtv.dk
- Anker Sørensen på Scope
- Anker Sørensen på Svensk Filmdatabas (svensk)
- Anker Sørensen på The Movie Database (engelsk)